# Markuzy
Markuzy (deutsch Markhausen) ist ein kleiner Ort in der polnischen Woiwodschaft Ermland-Masuren und gehört zur Gmina Barciany (Landgemeinde Barten) im Powiat Kętrzyński (Kreis Rastenburg).

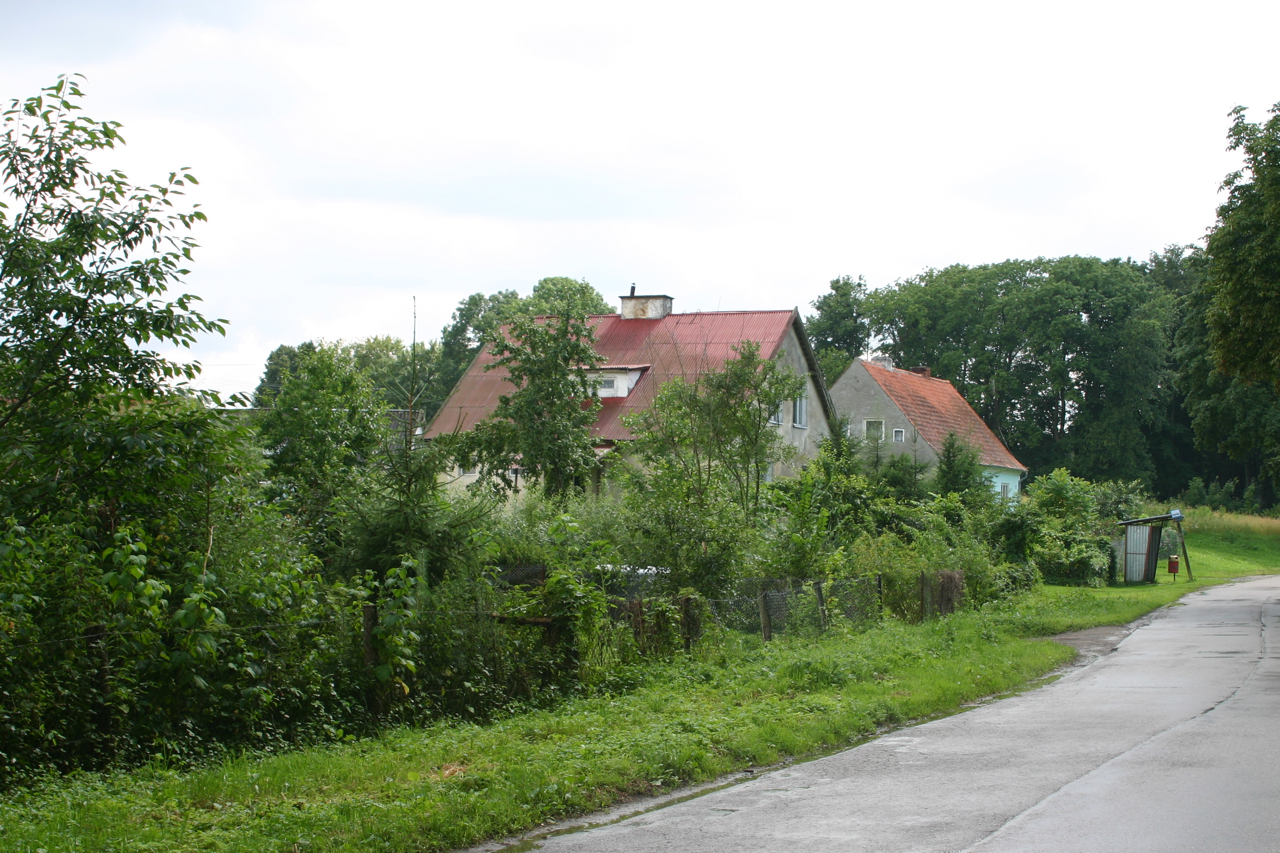
Wohnhäuser in Markuzy

## Geographische Lage
Markuzy liegt am Südostufer des Arklitter Sees (polnisch Jezioro Arklickie) in der nördlichen Mitte der Woiwodschaft Ermland-Masuren, neun Kilometer südöstlich der einstigen Kreisstadt Gerdauen (heute russisch Schelesnodoroschny) bzw. 22 Kilometer nördlich der heutigen Kreismetropole Kętrzyn (deutsch Rastenburg).

## Geschichte
Das nach 1820 Marckhausen und bis 1945 Markhausen genannte kleine Gutsdorf wurde 1376 gegründet. Bis 1928 war es dem Gutsbezirk Arklitten (polnisch Arklity), danach bis 1945 der Landgemeinde Molthainen (1938 bis 1945 Molteinen, polnisch Mołtajny) im ostpreußischen Kreis Gerdauen zugehörig. Im Jahre 1905 zählte Markhausen 66 Einwohner.
1945 wurde das gesamte südliche Ostpreußen in Kriegsfolge an Polen überstellt. Der Ort erhielt die polnische Namensform „Markuzy“. Als Siedlung (polnisch Osada) ist er jetzt in die Landgemeinde Barciany (Barten) im Powiat Kętrzyński (Kreis Rastenburg) eingegliedert, bis 1998 der Woiwodschaft Olsztyn, seither der Woiwodschaft Ermland-Masuren zugeordnet.

## Kirche
Bis 1945 war Markhausen in die evangelische Kirche Molthainen (1938 bis 1945 Molteinen, heute polnisch Mołtajny) in der Kirchenprovinz Ostpreußen der Kirche der Altpreußischen Union sowie in die römisch-katholische Kirche St. Bruno in Insterburg (heute russisch Tschernjachowsk) im damaligen Bistum Ermland eingepfarrt.
Heute gehört Markuzy katholischerseits zur Pfarrei Mołtajny im jetzigen Erzbistum Ermland, evangelischerseits zur Kirchengemeinde Barciany, einer Filialgemeinde der Johanneskirche in Kętrzyn in der Diözese Masuren der Evangelisch-Augsburgischen Kirche in Polen.

## Verkehr
Markuzy liegt an einer Nebenstraße, die Barciany (Barten) über Bobrowo (Bieberstein) mit Mołtajny (Mothainen, 1938 bis 1945 Molteinen) verbindet. Eine Bahnanbindung besteht nicht mehr. Bis 1945 war Markhausen Bahnstation an der Bahnstrecke Barten–Gerdauen, die von den Rastenburger Kleinbahnen betrieben und nach dem Krieg nicht reaktiviert wurde.